# Смерть Людвига ван Бетховена
Людвиг ван Бетховен (нем. Ludwig van Beethoven, МФА: [ˈluːtvɪç fan ˈbeːt.hoːfən]о файле, 16 декабря 1770, Бонн, Вестфалия — 26 марта 1827, Вена, эрцгерцогство Австрия) — немецкий композитор и пианист, представитель «венской классической школы».

## Состояние здоровья

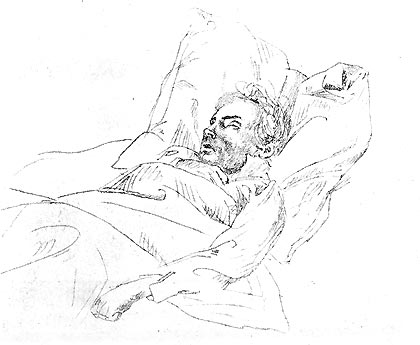
Бетховен на смертном ложе (рисунок Йозефа Эдуарда Тельчера)

Всю жизнь композитор страдал от слабого здоровья. Приблизительно с 20 лет у Бетховена начались ушные боли, с годами становившиеся всё сильнее. Около 1796 года Бетховен стал терять слух. В ушах у него звенело, что мешало ему работать и нормально жить. Болезнь настолько прогрессировала, что позднее он стал избегать и лишнего общения. Доподлинно неизвестно, что послужило причиной проблем со слухом Бетховена. Есть мнения, что причиной могли быть сифилис, отравление свинцом, тиф, системная красная волчанка. Кроме того, Бетховен любил окунать голову в холодную воду, что вполне могло сказаться на его ушах.
В 1804 году у Бетховена была сильная лихорадка и абсцесс, что едва не привело к ампутации пальца. В 1822 году была диагностирована торакальная подагра. В 1823 году он жаловался на боль в глазах (возможно, речь шла об увеите).
В 1812—1820 годах Бетховен страдал от анорексии и сильнейших абдоминальных колик. В 1821 году у композитора были отмечены желтуха, боли и рвота, которые повторялись через несколько месяцев.
Бетховен активно продолжал писать музыку, но из-за глухоты он был вынужден отказаться от выступлений. Болезнь приносила ему сильнейшие душевные страдания. С друзьями он стал общаться при помощи тетрадей, в которые он писал то, что думал. Он вёл их около 10 лет.
В семье композитора никто особым здоровьем не отличался. Его отец страдал от алкоголизма, от которого умер в 1792 году. Мать умерла от туберкулёза в 1786 году, от этой же болезни скончался и один из братьев Бетховена. Другой его брат умер от атеросклероза сердца.
В 2014 году было опубликовано исследование кардиолога Закари Голдбергера, специалиста по внутренней медицине Джоэла Хауэлла и музыковеда Стивена Уайтинга, в котором утверждалось, что ритм сердцебиения композитора мог отражаться в ритме нескольких его произведений — в сонате для фортепиано ми-бемоль мажор «Прощальная» (op. 81a), струнном квартете №13 си-бемоль мажор (op. 130) и сонате для фортепиано №12 ля-бемоль мажор (op. 110). По мнению учёных, ритм композиций был схож с ритмом сердцебиения, характерным при тахиаритмии: это позволяло предположить, что у Бетховена могли быть мерцательная аритмия, трепетание предсердий или мультифокальная предсердная тахикардия. Также утверждалось, что в мелодии сонаты для фортепиано № 12 один из фрагментов напоминал переживание одышки, характерное для тахиаритмии.

## Смерть

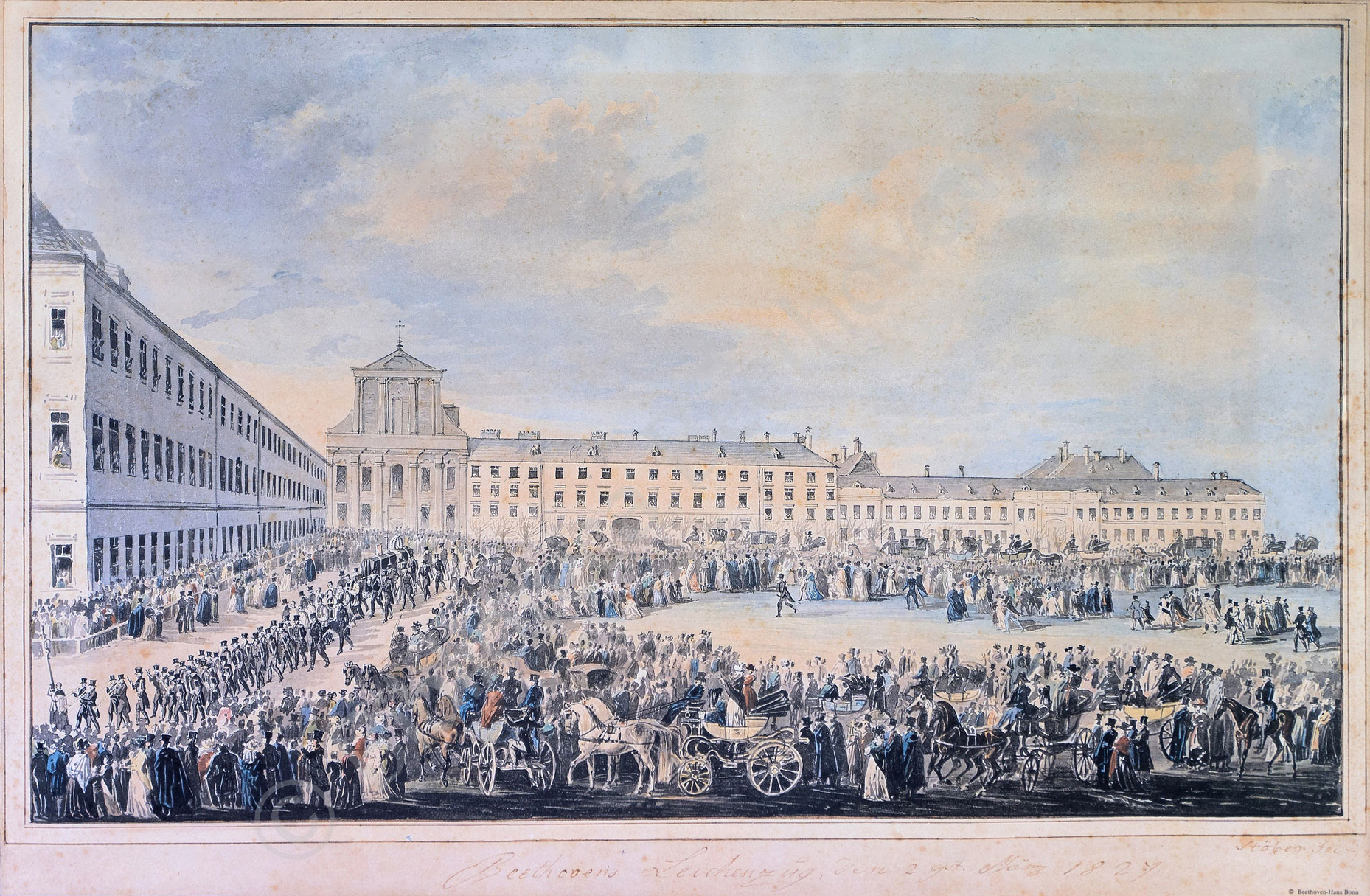
Похороны Бетховена (акварель Франца Ксавера Штёбера, 1827)

Бетховен умер 26 марта 1827 года в возрасте 56 лет. Свыше двадцати тысяч человек шли за его гробом. Во время похорон на Венском кладбище была исполнена любимая заупокойная месса Бетховена Реквием до-минор Луиджи Керубини. На могиле прозвучала речь, написанная поэтом Францем Грильпарцером:
Он был художник, но также и человек, человек в высшем смысле этого слова… О нём можно сказать, как ни о ком другом: он совершил великое, в нём не было ничего дурного.
Считается, что уже на следующий день после смерти судмедэксперты вскрыли его череп, чтобы выяснить причину его глухоты, но поставить диагноз так и не удалось.
Спустя много лет американские учёные, исследовав волосы и фрагменты черепа Бетховена, пришли к выводу, что Бетховен мог скончаться от отравления свинцом. Содержание свинца в останках Бетховена превышало норму в 100 раз. Как именно свинец попал в организм Бетховена, неизвестно.
Есть версия, что Бетховена от брюшных болей лечили мазью, содержащей большое количество свинца. Согласно другой версии, трубы для подачи питьевой воды в то время делали из свинца, и поэтому композитор регулярно поглощал его при питье. 29 августа 2007 года венский патологоанатом и эксперт судебной медицины Кристиан Рейтер (доцент кафедры судебной медицины Венского медицинского университета) предположил, что кончину Бетховена неумышленно ускорил его врач Андреас Ваврух, который раз за разом протыкал больному брюшину (чтобы вывести жидкость), после чего накладывал на раны примочки, содержавшие свинец. Проведённые Рейтером исследования волос показали, что уровень содержания свинца в организме Бетховена резко возрастал каждый раз после визита врача.
Впрочем, некоторые эксперты подвергают теорию об отравлении свинцом сомнению и критике.
В 2023 году ученые немецкого Института эволюционной антропологии общества Макса Планка исследовали ДНК волос композитора, опубликовав результаты в журнале Current Biology. Они обнаружили значительные генетические факторы риска развития заболеваний печени и признаки заражения вирусом гепатита за несколько месяцев до кончины Бетховена, что и могло послужить причиной его смерти.